# Rolando Pušnik
Rolando Pušnik, slovenski rokometaš, * 13. december 1961, Celje.
Pušnik je bil eden najboljših rokometnih vratarjev bivše skupne domovine, ki je osvojil veliko lovorik; z jugoslovansko reprezentanco je osvojil 1. mesto na olimpijskih igrah 1984 in štiri leta pozneje na igrah v Seulu 3. mesto. Leta 1986 je z jugoslovansko reprezentanco postal svetovni prvak, enakega naslova pa se je veselil tudi v mladinski konkurenci leta 1980. Igral je pri veliko domačih in evropskih klubih (Celje, Crvenka, Niš, San Antonio, Zagreb, s katerim je bil dvakrat evropski klubski prvak, Prevent Slovenj Gradec, Slovan Ljubljana, Metković, Trimo Trebnje). Ob koncu bogate športne kariere je s slovensko reprezentanco na olimpijskih igrah v Sydneyju osvojil osmo mesto.Za Slovenijo je odigral 114 tekem in dosegel 4 gole. Kot trener je deloval v Katru in Belorusiji pri klubu Meškov Brest.Trenutno je v trener vratark pri ŽRK Krim. Leta 2016 je bil sprejet v Hram slovenskih športnih junakov.